# La familia P. Luche
La familia P. Luche (también conocida como La familia Peluche o Los Peluche) es una serie de televisión de comedia situacional mexicana dirigida por Eugenio Derbez y producida por Televisa. Es una secuela del programa Derbez en cuando, pero debido a su gran popularidad, se le dio su espacio como serie semanal. De 1998 a 1999, se transmitía como una sección del programa Derbez en Cuando; la primera temporada transmitida de 2002 a 2004, fue presentada como una producción de XHDRBZ, otro programa de Derbez que simulaba ser un canal de televisión; y las siguientes temporadas transmitidas en 2007 y 2012 se presentaron de forma independiente. La serie fue escrita, producida y dirigida por el mismo Eugenio.
Protagonizada por Eugenio Derbez y Consuelo Duval junto a Regina Blandón, Luis Manuel Ávila, Bárbara Torres, Miguel Pérez y Brayan Gibrán Mateo, con las actuaciones estelares de Pierre Angelo, Dalilah Polanco, Juan Verduzco, Silvia Eugenia Derbez, Mercedes Vaughan, Carlos Cobos, Nora Velázquez, Pablo Valentín, Sergio Ramos «El Comanche», Catalina López, entre otros.
En el programa trata de la vida diaria de una familia disfuncional y cuya trama se lleva a cabo en la ficticia Ciudad Peluche donde se viven situaciones ridículas y muy cómicas.
Consta de tres temporadas, transmitiendo su último episodio el 16 de septiembre de 2012 en el Canal de las Estrellas, Eugenio Derbez confirmó por Facebook Live que sería el final definitivo de la serie. Y de forma extemporánea en Mi Boda Peluche, sale Alessandra Rosaldo como Alessandra Rosaldo, esposa de Eugenio Derbez y Ludovico P. Luche.

## Argumento
La serie trata sobre las vivencias de una familia común y corriente oriunda de la ficticia Ciudad Peluche. La familia está integrada por Federica, una mujer   superficial que está a cargo del control de la casa; Ludovico, un esposo torpe y crédulo que se limita a escuchar las órdenes de su esposa; Ludoviquito, el hijo menor que siempre sabe cómo sacar provecho de los demás; Júnior, realmente llamado ComanDante Alighieri, un segundo hijo que era un policía hasta que Federica lo atropelló, para evitar ser encarcelados Ludovico y Federica le dicen que es un niño y que es adoptado; Bibi quien es la hija mayor se la considera una niña "rara"; y Exelsa, una sirvienta perezosa proveniente de Argentina hincha del equipo Boca Juniors.
Asímismo, Maradonio hijo de Exelsa, quien fue inseminada artificialmente, por mala suerte, con genes de Ludovico, que genera una separación de 4 años de la pareja más dispareja de ciudad P. Luche. 

## Reparto

### Principales
- Eugenio Derbez como Ludovico P.(Pérez) Luche
- Consuelo Duval como Federica Dávalos de P. Luche
- Regina Blandón como Bibiana «Bibi» P. Luche Dávalos
- Miguel Pérez como Ludovico «Ludoviquito» P. Luche Dávalos
- Luis Manuel Ávila como Junior P. Luche Dávalos/Comandante Alighieri
- Bárbara Torres como Exelsa
- Brayan Gibrán Mateo como Maradonio P. Luche

### Secundarios
- Juan Verduzco como Don Camerino Malagón
- Pierre Angelo como Flavio Galax
- Dalilah Polanco como Martina de Galax
- Mercedes Vaughan como Lucrecia Dávalos
- Nora Velázquez como Francisca de Dávalos
- Sergio Ramos Gutiérrez (2002-2004) y Carlos Cobos (2012) como Lauro Dávalos
- Abraham Pérez como el Licenciado Cortillo
- Catalina López como Cristy
- Pablo Valentín como Rigo
- Silvia Eugenia Derbez como Doña Chela

## Temporadas
| Temporada | Temporada | Episodios | Emisión original    | Emisión original         |
| Temporada | Temporada | Episodios | Inicio              | Final                    |
| --------- | --------- | --------- | ------------------- | ------------------------ |
|           | 1         | 38        | 7 de agosto de 2002 | 3 de marzo de 2004       |
|           | 2         | 24        | 19 de marzo de 2007 | 28 de agosto de 2007     |
|           | 3         | 18        | 8 de julio de 2012  | 16 de septiembre de 2012 |

## Producción

### Primera temporada
La primera temporada se emitió de 2002 a 2004 con frecuentes reposiciones de los episodios. La serie inició el 7 de agosto de 2002 presentada como una producción de su programa hermano XHDRBZ que simulaba ser un canal de televisión. En el primer capítulo Ludovico P. Luche muestra flashbacks de como conoció a su esposa y la integración de sus hijos a la familia. El final de temporada indicó que pronto se produciría la segunda temporada (con los actores dejando un mensaje de "adiós" como en el comercial promocional).

### Segunda temporada
La segunda temporada supuso el regreso de la serie a finales del primer trimestre de 2007, con el programa ahora producido en 16:9 (formato HDTV) y transmitiendo constantemente nuevos episodios. La temporada continua con la trama que había cerrado años atrás en la anterior, donde el avión en el que los P. Luche viajaban se estrellaba en una isla (que en realidad era Cancún) y habían pasado unos 4 años viviendo allí, para compensar los años que habían pasado.

### Tercera temporada
Se anunció que se produciría una tercera temporada en diciembre de 2010. Eugenio Derbez, el productor de la serie, admitió que la nueva temporada presentará un nuevo personaje en la comedia de situación. Sería el actor Brayan Gibran Mateo quien se uniría a la trama como Maradonio, el hijo de Exelsa. La temporada comenzó el 8 de julio de 2012 y finalizó el 16 de septiembre del mismo año.

## Premios y nominaciones

### Premios TV y Novelas
| 2004 | Mejor programa de comedia | Eugenio Derbez | Ganadora | Ganadora | Ganadora | Ganadora | Ganadora | Ganadora | Ganadora |
| 2008 | Mejor programa de comedia | Eugenio Derbez | Ganador  | Ganador  | Ganador  | Ganador  | Ganador  | Ganador  | Ganador  |
| 2013 | Mejor programa unitario   | Eugenio Derbez | Nominado | Nominado | Nominado | Nominado | Nominado | Nominado | Nominado |